# Ligue des champions féminine de volley-ball 2006-2007
Navigation
Ligue des champions 2005-2006 Ligue des champions 2007-2008
La 47e édition de la Ligue des champions de volley-ball féminin s'est déroulé du 28 novembre 2006 au 25 mars 2007.

## Formules
Saison régulière

14 équipes prennent part à cette phase. Les équipes sont mises en 4 groupes de 4 équipes chacun. Les 2 premiers de chaque groupe plus le meilleur troisième joueront les Play-off à 12 équipes. 
Play-off à 12 équipes

Un tirage aura fixer les adversaires des matchs. Un match éliminatoire permettra de déterminer les 12 équipes qui participeront au play-off à 6, l'organisateur du final four étant lui exempté.
Play-off à 6 équipes

Un tirage aura fixer les adversaires des matchs. Un match éliminatoire permettra de déterminer les 3 équipes qui participeront en plus de l'organisateur, au final four
Final Four

Le stade culminant de la Ligue des champions dans laquelle les quatre dernières équipes joueront une demi-finale, puis pour les vainqueurs la finale. Les perdants joueront un match pour la troisième place. L'équipe qui est victorieuse de la finale remportera la ligue des champions.

## Première phase

### Composition des groupes
| Poule A                                                              | Poule B                                                                          | Poule C                                                                | Poule D                                                             |
| -------------------------------------------------------------------- | -------------------------------------------------------------------------------- | ---------------------------------------------------------------------- | ------------------------------------------------------------------- |
| Dynamo Moscou RC Cannes Güneş VakıfBank Istanbul Muszynianka Muszyna | Vini Monteschiavo Jesi Voléro Zurich Hotel Cantur Las Palmas Martinus Amstelveen | Scavolini Pesaro Eczacibasi Istanbul Azerrail Bakou SVS Post Schwechat | Volley Bergame Spar Tenerife Marichal Winiary Kalisz Mladost Zagreb |

### Poule A
| # | Équipe                   | Pts | J | G | P | Sp | Sc | Ratio | Pp  | Pc  | Ratio |
| - | ------------------------ | --- | - | - | - | -- | -- | ----- | --- | --- | ----- |
| 1 | Dynamo Moscou            | 11  | 6 | 5 | 1 | 16 | 6  | 2.667 | 505 | 449 | 1.125 |
| 2 | RC Cannes                | 9   | 6 | 3 | 3 | 11 | 10 | 1.1   | 477 | 470 | 1.015 |
| 3 | Güneş VakıfBank Istanbul | 9   | 6 | 3 | 3 | 12 | 11 | 1.091 | 515 | 496 | 1.038 |
| 4 | Muszynianka Muszyna      | 7   | 6 | 1 | 5 | 4  | 16 | 0.25  | 399 | 481 | 0.83  |

| Date     | Match                                          | Résultat | Sets  | Sets  | Sets  | Sets  | Sets | Total Points |
| Date     | Match                                          | Résultat | 1     | 2     | 3     | 4     | 5    | Total Points |
| -------- | ---------------------------------------------- | -------- | ----- | ----- | ----- | ----- | ---- | ------------ |
| 28.11.06 | RC Cannes - Muszynianka Muszyna                | 3 - 1    | 25-16 | 23-25 | 25-19 | 25-23 | -    | 98-83        |
| 29.11.06 | Dynamo Moscou - Güneş VakıfBank Istanbul       | 3 - 2    | 25-18 | 29-27 | 18-25 | 22-25 | 15-9 | 109-104      |
| 06.12.06 | Güneş VakıfBank Istanbul - RC Cannes           | 0 - 3    | 20-25 | 19-25 | 16-25 | -     | -    | 55-75        |
| 05.12.06 | Muszynianka Muszyna - Dynamo Moscou            | 0 - 3    | 20-25 | 19-25 | 21-25 | -     | -    | 60-75        |
| 12.12.06 | RC Cannes - Dynamo Moscou                      | 0 - 3    | 22-25 | 15-25 | 21-25 | -     | -    | 58-75        |
| 12.12.06 | Muszynianka Muszyna - Güneş VakıfBank Istanbul | 3 - 1    | 20-25 | 25-19 | 25-17 | 25-22 | -    | 95-83        |
| 20.12.06 | Güneş VakıfBank Istanbul - Muszynianka Muszyna | 3 - 0    | 25-17 | 25-20 | 25-18 | -     | -    | 75-55        |
| 19.12.06 | Dynamo Moscou - RC Cannes                      | 3 - 1    | 25-23 | 25-16 | 22-25 | 25-19 | -    | 97-83        |
| 10.01.07 | Dynamo Moscou - Muszynianka Muszyna            | 3 - 0    | 25-12 | 25-22 | 25-13 | -     | -    | 75-47        |
| 09.01.07 | RC Cannes - Güneş VakıfBank Istanbul           | 1 - 3    | 28-26 | 22-25 | 18-25 | 20-25 | -    | 88-101       |
| 16.01.07 | Güneş VakıfBank Istanbul - Dynamo Moscou       | 3 - 1    | 25-15 | 25-19 | 22-25 | 25-15 | -    | 97-74        |
| 16.01.07 | Muszynianka Muszyna - RC Cannes                | 0 - 3    | 23-25 | 19-25 | 17-25 | -     | -    | 59-75        |

### Poule B
| # | Équipe                  | Pts | J | G | P | Sp | Sc | Ratio | Pp  | Pc  | Ratio |
| - | ----------------------- | --- | - | - | - | -- | -- | ----- | --- | --- | ----- |
| 1 | Vini Monteschiavo Jesi  | 11  | 6 | 5 | 1 | 17 | 9  | 1.889 | 577 | 526 | 1.097 |
| 2 | Voléro Zurich           | 9   | 6 | 3 | 3 | 12 | 13 | 0.923 | 541 | 528 | 1.025 |
| 3 | Hotel Cantur Las Palmas | 8   | 6 | 2 | 4 | 11 | 13 | 0.846 | 506 | 545 | 0.928 |
| 4 | Martinus Amstelveen     | 8   | 6 | 2 | 4 | 8  | 13 | 0.615 | 458 | 483 | 0.948 |

| Date     | Match                                            | Résultat | Sets  | Sets  | Sets  | Sets  | Sets  | Total Points |
| Date     | Match                                            | Résultat | 1     | 2     | 3     | 4     | 5     | Total Points |
| -------- | ------------------------------------------------ | -------- | ----- | ----- | ----- | ----- | ----- | ------------ |
| 29.11.06 | Vini Monteschiavo Jesi - Voléro Zurich           | 2 - 3    | 19-25 | 25-20 | 16-25 | 25-21 | 12-15 | 97-106       |
| 29.11.06 | Martinus Amstelveen - Hotel Cantur Las Palmas    | 3 - 1    | 25-19 | 25-22 | 20-25 | 25-16 | -     | 95-82        |
| 07.12.06 | Hotel Cantur Las Palmas - Vini Monteschiavo Jesi | 2 - 3    | 19-25 | 25-21 | 18-25 | 25-23 | 10-15 | 97-109       |
| 06.12.06 | Voléro Zurich - Martinus Amstelveen              | 3 - 0    | 25-19 | 25-18 | 25-16 | -     | -     | 75-53        |
| 13.12.06 | Vini Monteschiavo Jesi - Martinus Amstelveen     | 3 - 1    | 25-23 | 20-25 | 25-19 | 25-21 | -     | 95-88        |
| 13.12.06 | Voléro Zurich - Hotel Cantur Las Palmas          | 3 - 2    | 25-13 | 25-19 | 23-25 | 28-30 | 15-13 | 116-100      |
| 20.12.06 | Hotel Cantur Las Palmas - Voléro Zurich          | 3 - 1    | 21-25 | 25-22 | 25-22 | 25-21 | -     | 96-90        |
| 20.12.06 | Martinus Amstelveen - Vini Monteschiavo Jesi     | 1 - 3    | 22-25 | 17-25 | 25-22 | 20-25 | -     | 84-97        |
| 10.01.07 | Martinus Amstelveen - Voléro Zurich              | 3 - 0    | 25-17 | 25-16 | 28-26 | -     | -     | 78-59        |
| 10.01.07 | Vini Monteschiavo Jesi - Hotel Cantur Las Palmas | 3 - 0    | 25-16 | 25-23 | 25-17 | -     | -     | 75-56        |
| 16.01.07 | Hotel Cantur Las Palmas - Martinus Amstelveen    | 3 - 0    | 25-21 | 25-17 | 25-22 | -     | -     | 75-60        |
| 16.01.07 | Voléro Zurich - Vini Monteschiavo Jesi           | 2 - 3    | 19-25 | 25-20 | 18-25 | 25-19 | 8-15  | 95-104       |

### Poule C
| # | Équipe              | Pts | J | G | P | Sp | Sc | Ratio | Pp  | Pc  | Ratio |
| - | ------------------- | --- | - | - | - | -- | -- | ----- | --- | --- | ----- |
| 1 | Scavolini Pesaro    | 11  | 6 | 5 | 1 | 15 | 6  | 2.5   | 511 | 437 | 1.169 |
| 2 | Eczacibasi Istanbul | 10  | 6 | 4 | 2 | 13 | 9  | 1.444 | 518 | 495 | 1.046 |
| 3 | Azerrail Bakou      | 9   | 6 | 3 | 3 | 12 | 10 | 1.2   | 516 | 499 | 1.034 |
| 4 | SVS Post Schwechat  | 6   | 6 | 0 | 6 | 3  | 18 | 0.167 | 410 | 524 | 0.782 |

| Date     | Match                                    | Résultat | Sets  | Sets  | Sets  | Sets  | Sets | Total Points |
| Date     | Match                                    | Résultat | 1     | 2     | 3     | 4     | 5    | Total Points |
| -------- | ---------------------------------------- | -------- | ----- | ----- | ----- | ----- | ---- | ------------ |
| 29.11.06 | Eczacibasi Istanbul - SVS Post Schwechat | 3 - 1    | 23-25 | 25-16 | 25-22 | 25-14 | -    | 98-77        |
| 28.11.06 | Azerrail Bakou - Scavolini Pesaro        | 1 - 3    | 24-26 | 26-24 | 21-25 | 22-25 | -    | 93-100       |
| 06.12.06 | Scavolini Pesaro - Eczacibasi Istanbul   | 3 - 1    | 25-21 | 25-14 | 17-25 | 25-22 | -    | 92-82        |
| 05.12.06 | SVS Post Schwechat - Azerrail Bakou      | 1 - 3    | 22-25 | 27-25 | 15-25 | 21-25 | -    | 85-100       |
| 13.12.06 | Eczacibasi Istanbul - Azerrail Bakou     | 0 - 3    | 14-25 | 25-27 | 21-25 | -     | -    | 60-77        |
| 13.12.06 | SVS Post Schwechat - Scavolini Pesaro    | 0 - 3    | 26-28 | 14-25 | 20-25 | -     | -    | 60-78        |
| 20.12.06 | Scavolini Pesaro - SVS Post Schwechat    | 3 - 0    | 25-12 | 25-20 | 25-18 | -     | -    | 75-50        |
| 19.12.06 | Azerrail Bakou - Eczacibasi Istanbul     | 1 - 3    | 26-28 | 26-24 | 25-27 | 18-25 | -    | 95-104       |
| 11.01.07 | Azerrail Bakou - SVS Post Schwechat      | 3 - 0    | 25-14 | 25-15 | 25-21 | -     | -    | 75-50        |
| 10.01.07 | Eczacibasi Istanbul - Scavolini Pesaro   | 3 - 0    | 25-20 | 26-24 | 25-22 | -     | -    | 76-66        |
| 16.01.07 | Scavolini Pesaro - Azerrail Bakou        | 3 - 1    | 25-14 | 25-21 | 25-27 | 25-14 | -    | 100-76       |
| 16.01.07 | SVS Post Schwechat - Eczacibasi Istanbul | 1 - 3    | 26-22 | 18-25 | 24-26 | 20-25 | -    | 88-98        |

### Poule D
| # | Équipe                 | Pts | J | G | P | Sp | Sc | Ratio | Pp  | Pc  | Ratio |
| - | ---------------------- | --- | - | - | - | -- | -- | ----- | --- | --- | ----- |
| 1 | Volley Bergame         | 12  | 6 | 6 | 0 | 18 | 3  | 6     | 520 | 395 | 1.316 |
| 2 | Spar Tenerife Marichal | 9   | 6 | 3 | 3 | 12 | 10 | 1.2   | 486 | 440 | 1.105 |
| 3 | Winiary Kalisz         | 9   | 6 | 3 | 3 | 11 | 10 | 1.1   | 481 | 442 | 1.088 |
| 4 | Mladost Zagreb         | 6   | 6 | 0 | 6 | 0  | 18 | 0     | 240 | 450 | 0.533 |

| Date     | Match                                   | Résultat | Sets  | Sets  | Sets  | Sets  | Sets | Total Points |
| Date     | Match                                   | Résultat | 1     | 2     | 3     | 4     | 5    | Total Points |
| -------- | --------------------------------------- | -------- | ----- | ----- | ----- | ----- | ---- | ------------ |
| 29.11.06 | Spar Tenerife Marichal - Volley Bergame | 2 - 3    | 25-20 | 22-25 | 33-31 | 17-25 | 6-15 | 103-116      |
| 30.11.06 | Winiary Kalisz - Mladost Zagreb         | 3 - 0    | 25-14 | 25-14 | 25-12 | -     | -    | 75-40        |
| 07.12.06 | Mladost Zagreb - Spar Tenerife Marichal | 0 - 3    | 16-25 | 11-25 | 11-25 | -     | -    | 38-75        |
| 05.12.06 | Volley Bergame - Winiary Kalisz         | 3 - 0    | 25-20 | 29-27 | 27-25 | -     | -    | 81-72        |
| 13.12.06 | Spar Tenerife Marichal - Winiary Kalisz | 3 - 1    | 28-26 | 25-22 | 23-25 | 25-16 | -    | 101-89       |
| 13.12.06 | Volley Bergame - Mladost Zagreb         | 3 - 0    | 25-13 | 25-17 | 25-19 | -     | -    | 75-49        |
| 19.12.06 | Mladost Zagreb - Volley Bergame         | 0 - 3    | 12-25 | 21-25 | 18-25 | -     | -    | 51-75        |
| 21.12.06 | Winiary Kalisz - Spar Tenerife Marichal | 3 - 1    | 19-25 | 25-23 | 25-19 | 25-21 | -    | 94-88        |
| 11.01.07 | Winiary Kalisz - Volley Bergame         | 1 - 3    | 16-25 | 13-25 | 25-23 | 22-25 | -    | 76-98        |
| 10.01.07 | Spar Tenerife Marichal - Mladost Zagreb | 3 - 0    | 25-6  | 25-12 | 25-10 | -     | -    | 75-28        |
| 16.01.07 | Mladost Zagreb - Winiary Kalisz         | 0 - 3    | 14-25 | 11-25 | 9-25  | -     | -    | 34-75        |
| 16.01.07 | Volley Bergame - Spar Tenerife Marichal | 3 - 0    | 25-15 | 25-15 | 25-14 | -     | -    | 75-44        |

## Final Four
|  | Demi-finales                           | Demi-finales                |                        |   | Finale                                  | Finale                                  |
|  | Demi-finales                           | Demi-finales                |                        |   | Finale                                  | Finale                                  |
|  |                                        |                             |                        |   |                                         |                                         |
|  | 24.03.07, 25-14 25-21 25-20            | 24.03.07, 25-14 25-21 25-20 |                        |   | 25.03.07, 25-18 19-25 25-14 22-25 15-11 | 25.03.07, 25-18 19-25 25-14 22-25 15-11 |
|  | 24.03.07, 25-14 25-21 25-20            | 24.03.07, 25-14 25-21 25-20 |                        |   | 25.03.07, 25-18 19-25 25-14 22-25 15-11 | 25.03.07, 25-18 19-25 25-14 22-25 15-11 |
|  | Volley Bergame                         | 3                           |                        |   | 25.03.07, 25-18 19-25 25-14 22-25 15-11 | 25.03.07, 25-18 19-25 25-14 22-25 15-11 |
|  | Volley Bergame                         | 3                           |                        |   | 25.03.07, 25-18 19-25 25-14 22-25 15-11 | 25.03.07, 25-18 19-25 25-14 22-25 15-11 |
|  | Spar Tenerife Marichal                 | 0                           |                        |   | 25.03.07, 25-18 19-25 25-14 22-25 15-11 | 25.03.07, 25-18 19-25 25-14 22-25 15-11 |
|  | Spar Tenerife Marichal                 | 0                           | Volley Bergame         | 3 |                                         |                                         |
|  | 24.03.07, 25-18 27-29 25-21 23-25 9-15 |                             | Volley Bergame         | 3 |                                         |                                         |
|  |                                        | Dynamo Moscou               | 2                      |   |                                         |                                         |
|  | Voléro Zurich                          | Dynamo Moscou               | 2                      | 2 |                                         |                                         |
|  | Voléro Zurich                          |                             |                        | 2 |                                         |                                         |
|  | Dynamo Moscou                          | 3                           |                        |   |                                         |                                         |
|  | Dynamo Moscou                          | 3                           | Match pour la 3e place |   |                                         |                                         |
|  |                                        |                             |                        |   |                                         |                                         |
|  | 25.03.07, 25-21 25-21 25-23            |                             |                        |   |                                         |                                         |
|  |                                        |                             |                        |   |                                         |                                         |
|  | Voléro Zurich                          | 0                           |                        |   |                                         |                                         |
|  | Voléro Zurich                          | 0                           |                        |   |                                         |                                         |
|  | Spar Tenerife Marichal                 | 3                           |                        |   |                                         |                                         |
|  | Spar Tenerife Marichal                 | 3                           |                        |   |                                         |                                         |

### Récompenses individuelles
- MVP : Angelina Grün (Volley Bergame)
- Meilleure marqueuse : Virginie De Carne (Voléro Zurich)
- Meilleure attaquante : Francesca Piccinini (Volley Bergame)
- Meilleure contreuse : Anastasia Belikova (Dynamo Moscou)
- Meilleure serveuse : Iekaterina Gamova (Dynamo Moscou)
- Meilleure passeuse : Eleonora Lo Bianco (Volley Bergame)
- Meilleure réceptionneuse : Milena Rosner (Spar Tenerife Marichal)
- Meilleure libero : Esther Lopez (Spar Tenerife Marichal)